# Glaine-Montaigut
Glaine-Montaigut är en kommun i departementet Puy-de-Dôme i regionen Auvergne-Rhône-Alpes i centrala Frankrike. Kommunen ligger i kantonen Billom som tillhör arrondissementet Clermont-Ferrand. År 2022 hade Glaine-Montaigut 599 invånare.

## Befolkningsutveckling
Antalet invånare i kommunen Glaine-Montaigut
| Referens: INSEE |